# Flete

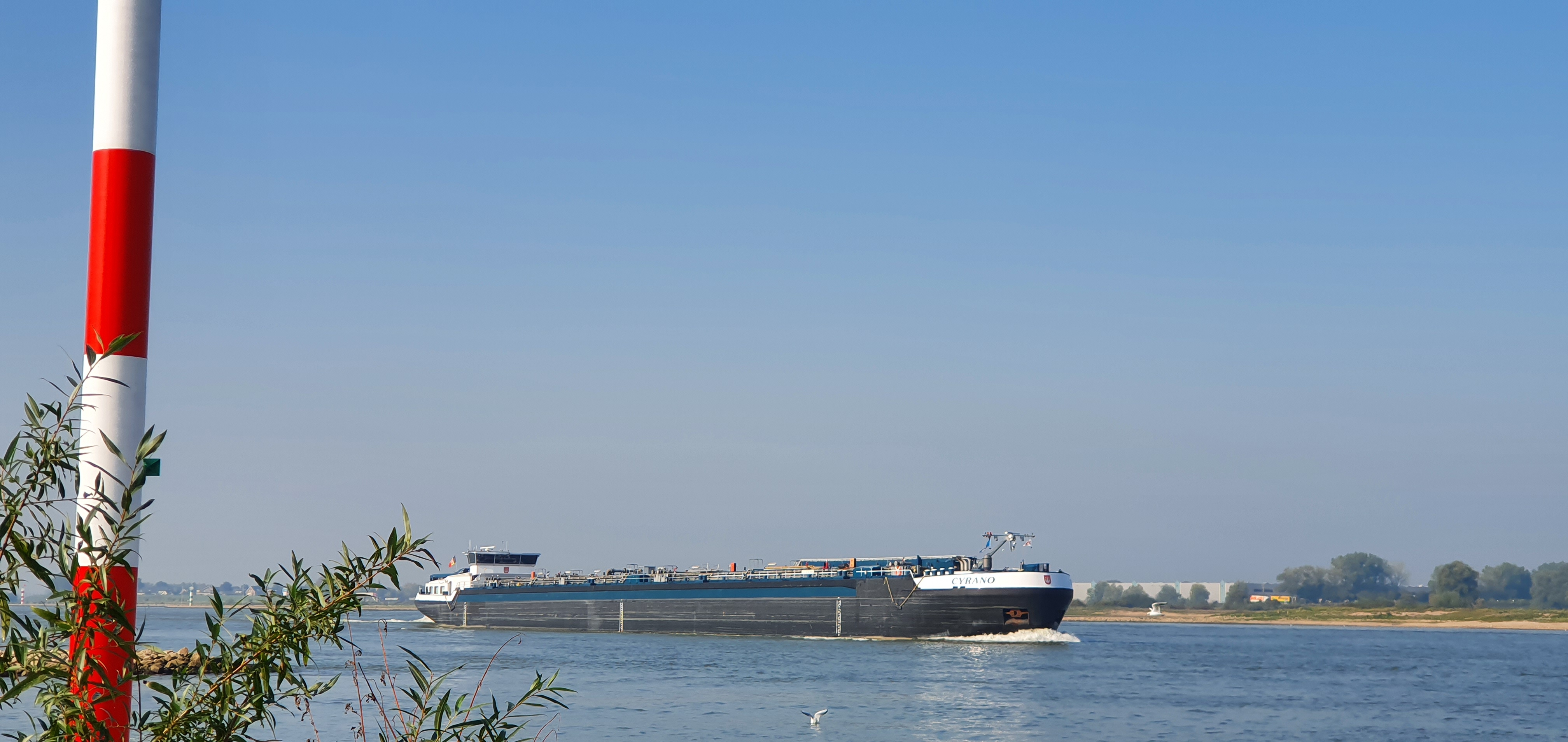
Un flete.

En español la palabra flete es polisémica. En cualquier caso, el término «flete» se usa principalmente en los campos semánticos del transporte de mercancías y del comercio, ya sea en referencia a la mercancía misma (el flete es en ese caso la cantidad de bienes que se transportan por barco, avión, tren, camión, etc.), o en referencia al precio consensuado en el momento de la compra o la venta de las mercancías.
La carga se suele medir en peso o en volumen, dependiendo de la propia mercancía y del modo de transporte. Es un factor clave para las empresas transportistas porque determinará su margen de beneficios por viaje.

## Transporte marítimo
La carga en transporte marítimo se puede clasificar de muchas maneras; teniendo en cuenta el embalaje y la manipulación se distinguen:
1. Mercancía a granel: los graneles pueden ser sólidos, en los que se distinguen graneles mayores (cereales, mineral de hierro, fósforo…), y graneles menores (azúcar, fertilizantes, productos forestales, minerales no férricos, sulfuros, chatarra…); líquidos (petróleo crudo, sus derivados, productos químicos, aceites, bebidas alcohólicas…); gases (gas de petróleo y gas natural). Se depositan en las bodegas o tanques de los buques, que suelen estar compartimentados por mamparos.
2. Carga general: es toda la mercancía no incluida en el concepto de granel, desde materias primas hasta productos de consumo (bienes de equipo, productos manufacturados, productos alimenticios, cargas refrigeradas…). Puede ser: carga general paletizada (los palés se sitúan en las bodegas de los buques de carga general); carga general contenerizada (los contenedores se cargan sobre la cubierta o en la bodega del buque) y carga general rodada (vehículos sobre ruedas acceden a las bodegas de los buques adaptados para este tipo de carga).

## Flete aéreo
En el transporte aéreo el flete aéreo está limitado por la carga útil de cada aparato. Por ello es vital, antes de cada despegue, encontrar un equilibrio entre el peso del flete y su consecuencia más inmediata: la reducción proporcional del alcance máximo del avión.